# 甲府会館
甲府会館（こうふかいかん）は、山梨県甲府市にかつて存在した商業施設である。

## 概要

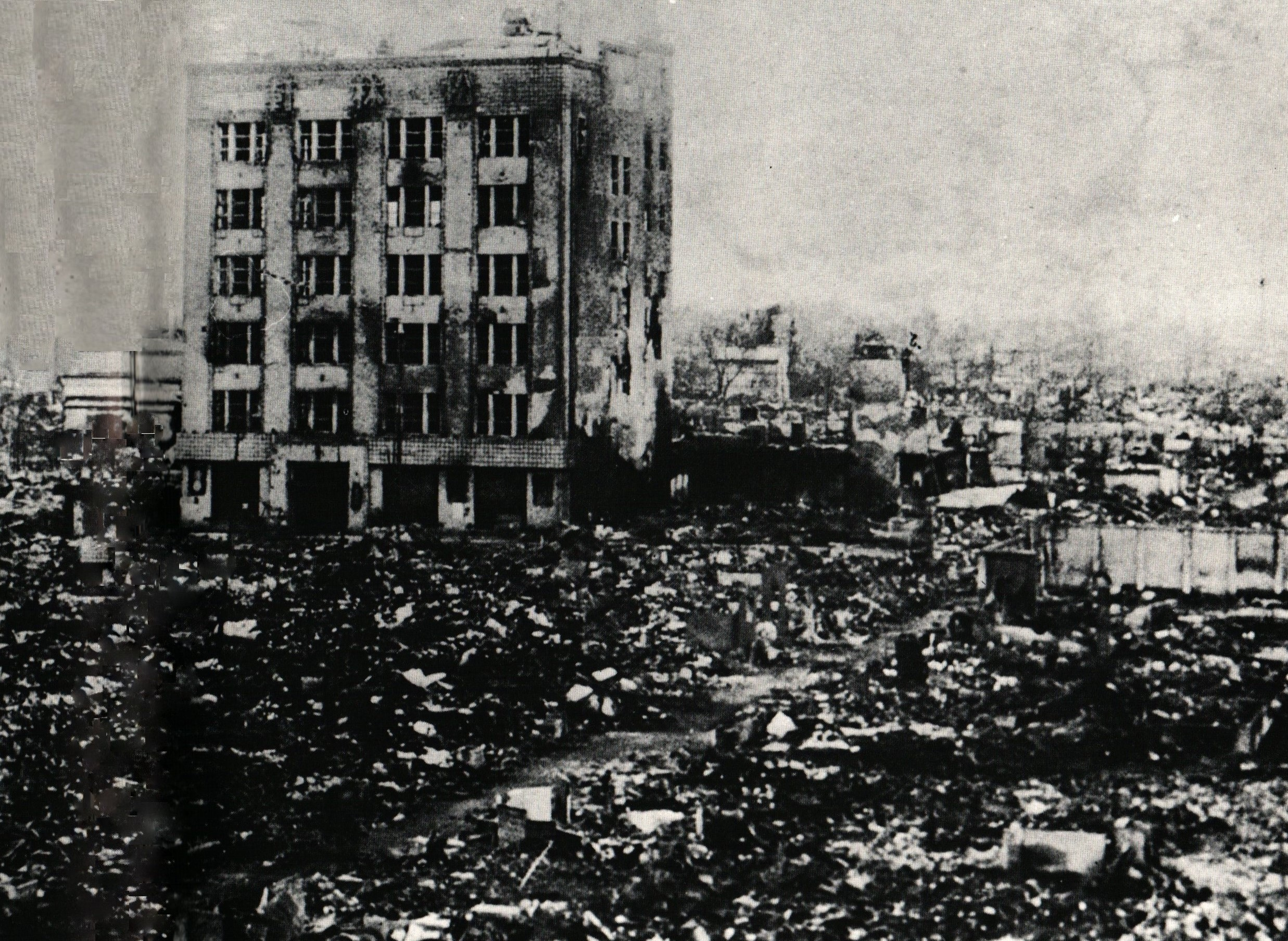
甲府空襲を受けた直後の松林軒（甲府会館）1945年7月撮影

### 松林軒デパート
中央本線が全線開通し、その後も電化・複線化が進捗していた昭和初期頃から東京市に本店を置く大手百貨店が甲府へ出張販売を行なうようになり、それに危機感を持った甲府の商店主たちが商業ビルディングの建設を発表し、1931年（昭和6年）に着工した。途中昭和恐慌のあおりを受け工事が中断したものの、地元甲府の菓子店松林軒を経営し、甲府商工会議所会頭も務めた5代目音兵衛（鈴木善造）が事業を引き受け、1937年（昭和12年）に県内初の百貨店である松林軒デパートとして開業した。
地上6階、地下1階にショッピング街や食堂などが入居した松林軒デパートは翌1938年（昭和13年）に開業した岡島百貨店とともに甲府のランドマーク的存在であったが、1945年（昭和20年）の甲府空襲により外部は焼け残ったものの内部が損壊したため、終戦後は百貨店としての営業を休止し、空襲により焼失した山梨日日新聞の印刷所となった。

### 甲府松菱
百貨店として営業を再開すべく、1954年（昭和29年）に静岡県浜松市にあった松菱の資本援助を受けて改修を行ない、甲府松菱として営業を再開。これ以前の1948年（昭和23年）に中込百貨店が開業し、駅南口周辺には3つの百貨店がひしめき合う激戦区となった。
その頃地元山梨出身の小佐野賢治擁する国際興業も甲府で百貨店事業を営もうとするが参入する隙がなかったため、国際興業は甲府松菱に注目し1961年（昭和36年）に山梨交通とともに譲渡され傘下におさめた。買収後も甲府松菱の名前は残ったが、2年後の1963年（昭和38年）に山交百貨店（株式会社山交）と名前を変えたうえで廃止となった山梨交通電車線の甲府駅前駅跡地に完成したビルに移転、9年におよぶ甲府松菱としての営業を終了した。

### 閉鎖・解体とその後

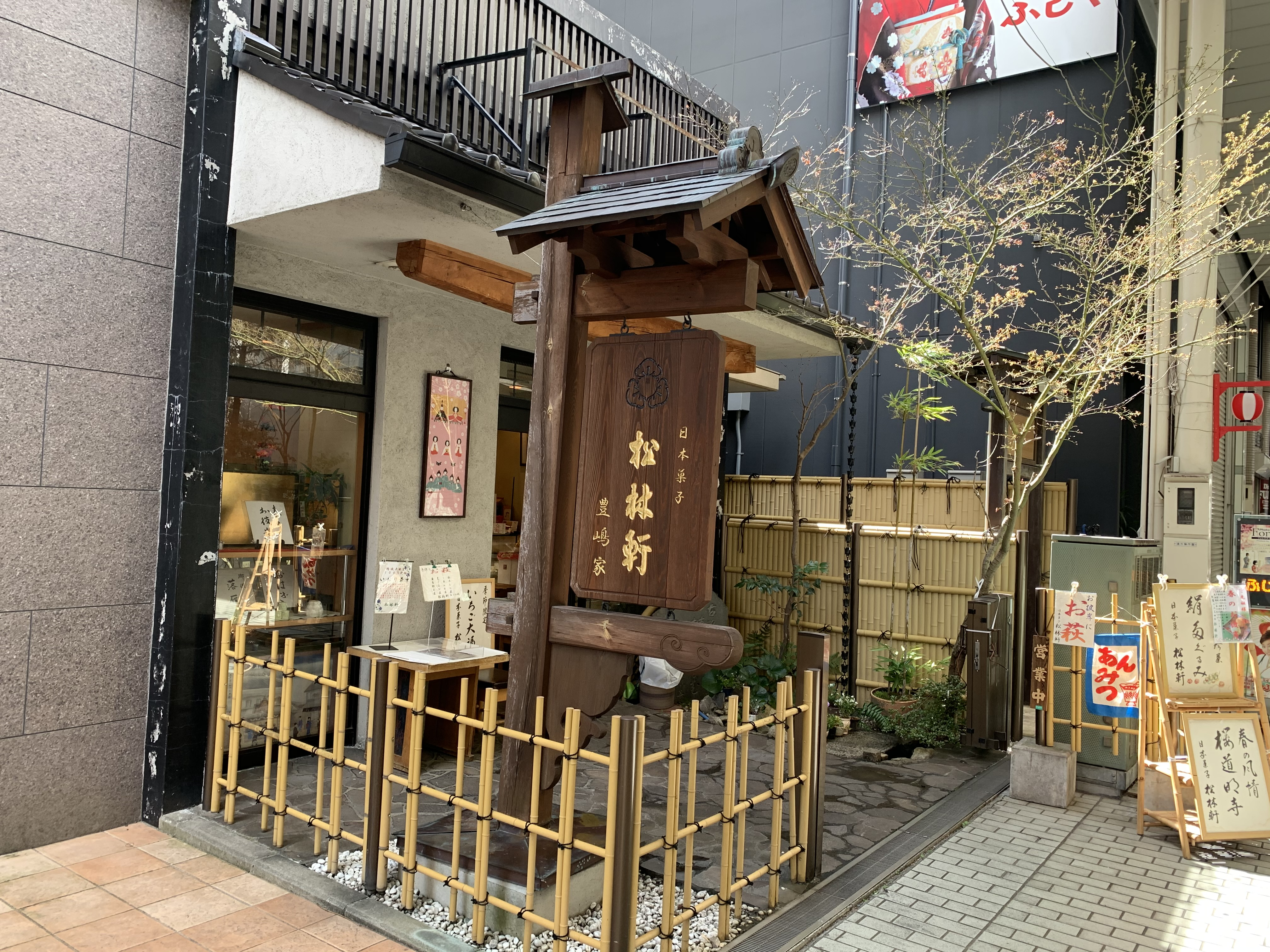
甲府会館跡地に建ったドーミーインの一角で営業を継続している松林軒豊嶋家銀座通り店

甲府松菱撤退後は1階部分に松林軒の販売所とパチンコ店が、2階から上に中華料理店・キャバレー・特殊浴場が入居し、成人向けの娯楽施設として営業していたが、松林軒の販売所とパチンコ店を残し閉店。一時期、チェーン店の居酒屋が入居した事もあるが、こちらも撤退し、2001年（平成13年）にパチンコ店が撤退してからは1階の松林軒を除き空きビルとなり、さらに2004年（平成16年）にはビルの外壁が落下する事故も発生するなど老朽化が進行したことから、2005年（平成17年）秋に建て替えのため甲府会館は解体された。
新たに建てられたビルにはホテルチェーンであるドーミーインが2007年（平成19年）より営業を開始。また、菓子店の松林軒は松林軒豊嶋家　銀座通り店として建物1階の一角で営業を継続している。